# Logan Ryan
Pour les articles homonymes, voir Ryan.
(en) Statistiques sur pro-football-reference
Logan Daniel Ryan, né le 9 février 1991 à Berlin, New Jersey, est un joueur américain de football américain évoluant au poste de Cornerback. Sélectionné en 83e position lors du troisième tour de la draft 2013 de la NFL par les Patriots de la Nouvelle-Angleterre, il a remporté les XLIX et LI avec les Pats.

## Biographie

### Carrière universitaire
À l'université Rutgers, il joue avec les Scarlet Knights de Rutgers au football américain entre 2010 et 2012. Il est nommé dans la deuxième meilleure équipe de la conférence Big East en 2011 et dans la première équipe en 2012. Il est également nommé dans la meilleure équipe de l'année de Pro Football Weekly en 2012.

### Carrière professionnelle

#### Patriots de la Nouvelle-Angleterre
Sélectionné en 83e position lors du troisième tour de la draft 2013 de la NFL par les Patriots de la Nouvelle-Angleterre, il signe un contrat de 4 ans avec la franchise. Le 20 octobre, il inscrit son premier touchdown en carrière en interceptant Geno Smith et en retournant le ballon 79 yards pour marquer. La semaine suivante, il réussit deux sacks et provoque un fumble. Logan Ryan intercepte également deux fois Joe Flacco en semaine 16 contre les Ravens de Baltimore. Il termine la saison avec 7 matchs titulaires, 35 plaquages, 5 interceptions et 10 passes défendues.
Lors de la saison 2014, Logan Ryan est remplaçant tout au long de l'année, bien qu'étant actif lors de toutes les rencontres de la saison. Jouant aux côtés de Darrelle Revis, il intercepte une passe contre les Vikings du Minnesota en deuxième semaine puis une seconde contre les Lions de Detroit de Matthew Stafford en semaine 12. Il remporte le Super Bowl XLIX. Il devient titulaire indiscutable lors de la saison 2015, placé en deuxième cornerback derrière Malcolm Butler. Ryan réussit 74 plaquages et est très actif dans la défense des Patriots. Il garde le même rôle lors de la saison suivante, étant quelquefois remplacé par Eric Rowe à son poste. Il réussit le plus grand nombre de plaquages pour un cornerback de la saison avec 92 unités. Il remporte le Super Bowl LI.

#### Titans du Tennessee
Le 10 mars 2017, alors qu'il est agent libre, Logan Ryan s'engage avec les Titans du Tennessee en paraphant un contrat de 30 millions de dollars sur 3 ans.